# Crovassa
Crovassa ist eine Rotweinsorte. Sie wird im östlichen italienischen Aostatal in den Gemeinden Issogne und Donnas angebaut, ist aber nahezu ausgestorben. Gegenüber anderen dortigen einheimischen Reben ist sie genetisch andersartig. Es wird daher vermutet, dass sie aus dem benachbarten Piemont stammt und von dort eingeführt wurde.

## Herkunft
Crovassa gehört zu einer Gruppe von Rebsorten, die sich in der geographischen Insellage der Alpenregionen Italiens und des Wallis in der Schweiz halten konnten. Zu dieser Gruppe gehören die folgenden Sorten:
- Rotweinsorten: Bonda, Cornalin d’Aoste, Cornalin du Valais, Crovassa, Durize, Eyholzer, Fumin, Goron de Bovernier, Mayolet, Ner d’Ala, Petit-Rouge, Prëmetta/Prié rouge, Roussin, Roussin de Morgex, Vien de Nus, Vuillermin.
- Weißweinsorten: Completer, Himbertscha, Humagne Blanche, Lafnetscha, Petite Arvine, Planscher, Prié Blanc, Resi.

## Abstammung
Covassa ist eine autochthone Sorte im Aostatal.

## Phänologische Werte
Die Werte wurden zwischen 1996 und 1998 in Issogne auf einer Höhe von 450 m in einem Weinberg mit nördlicher Ausrichtung erhoben:
- Austrieb: 16. April (→ BBCH-Skala für Weinreben)
- Blüte: 13. Juni
- Reife: 21. August
- Ernte: 26. Oktober